# Convento jurídico cordubense

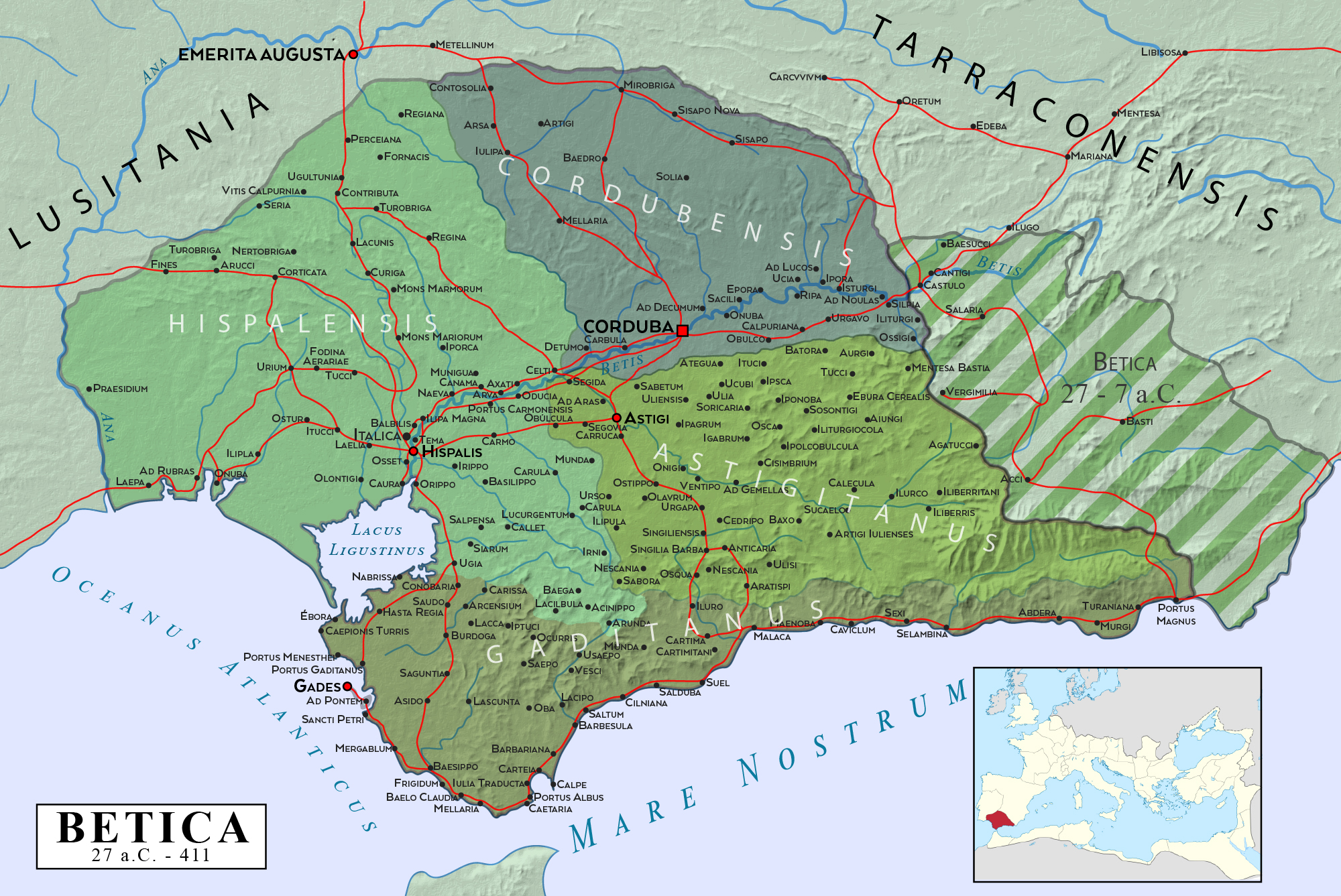
Provincia Bética romana del año 27 a. C. al 411.

El convento jurídico cordubense (en latín, conventus juridicus Cordubensis) eran los pueblos que, durante Hispania romana, estuvieron administrados por Córdoba, dentro de la provincia de la Bética.
Según Plinio el Viejo, estaba conformado por estos pueblos: Osigi, que recibía el sobrenombre de Laconicum, Illiturgi (Forum Julium), Ipasturgi (Triumphale), Sitia, Obulco (Pontificense), Ripepora, Salici (Marialium), Onoba, Carbula, Decuma, y además en la Betulia de los túrdulos, Arsa, Mellaria, Mirobriga y Sisapon. 
Según P. Harduino, en el comentario que realiza sobre Plinio, hay que añadir Segeda (Angurina), Julia (Fidencia), Urgao (Alba), Ebura (Cerealis), Iliberi (Liberini), Ilipula (Laus), Astigi (Julienses), Vesci (Faventia), Singili, Ategua, Arialdunum, Agraminor, Baeblo, Castravinaria, Episibrium, Hippo Nova, Illura, Osca, Escua, Saccubo, Nuditanum y Tuativetus.